# Cité des Hauts-Pavés
La cité des Hauts-Pavés est un grand ensemble situé à Nantes (Vallons-de-l'Erdre), en France.

## Localisation
La cité est située rues du Limousin, de Saintonge, du Berry et du Poitou, dans le quartier Hauts-Pavés - Saint-Félix, sur la commune de Nantes, dans le département de la Loire-Atlantique.

## Historique
La cité est dessinée par l'architecte Michel Roux-Spitz en 1947, dans la période d'après-guerre. Les travaux sont poursuivis par Yves Liberge et Jean Roux-Spitz.